# نبتونيوم
النبتونيوم عنصر كيميائي له الرمز Np والعدد الذري 93 في الجدول الدوري وهو من الأكتينيدات.